# Almväxter
Almväxter (Ulmaceae) är en växtfamilj som består av sju släkten och cirka 35 arter. Tidigare räknades bäralmssläktet (Celtis) hit, men detta förs numera till hampväxterna.
Familjen består till stor del av träd. De känns vanligen igen på att bladen hålls i ett plan, de är vanligen dubbelsågade med asymmetrisk bladbas.
Släkten enligt USA:s jordbruksdepartement:
- Ampelocera
- Hemiptelea
- Holoptelea
- Phyllostylon
- Planera
- Almsläktet (Ulmus)
- Zelkova